# Carmen Romero López
Carmen Romero, de nom complet María del Carmen Julia Romero López (Sevilla, 15 de novembre de 1946) és una política espanyola, molt coneguda per haver estat l'esposa de l'ex president del Govern Felipe González durant 39 anys.

## Biografia
Filla del coronel mèdic de l'Exèrcit Vicente Romero, es llicencià en Filosofia i Lletres per la Universitat de Sevilla, exercint posteriorment com a professora agregada d'institut en matèria de llengua i literatura.
Es va afiliar al PSOE en 1968, durant la dictadura del general Franco, quan aquest partit era encara il·legal. Va mantenir durant anys una presència pública de perfil molt baix, sense optar a cap càrrec públic fins a 1989. Afiliada al sindicat d'ensenyament d'UGT, va formar part de la Comissió Executiva Federal de FETE-UGT entre 1977 i 1987. Al XXI Congrés del PSOE va participar activament en l'estratègia per a la consecució del 25% de la quota de representació per a les dones.
Va residir durant gairebé 14 anys al Palau de la Moncloa, durant la presidència del Govern del seu marit (1982-1996). Cap a la meitat d'aquest període, va decidir participar de forma més activa en la política, presentant-se en les llistes del PSOE al Congrés dels Diputats, per la província de Cadis, a les eleccions generals del 29 d'octubre de 1989, en les quals va sortir escollida diputada.
Es va mantenir com a diputada socialista per Cadis durant les legislatures constitucionals IV (1989-1993), V (1993-1996), VI (1996-2000) i VII (2000-2004), renunciant a repetir candidatura al Congrés a les eleccions generals del 14 de març de 2004, al mateix temps que el seu marit.
Actualment presideix el Cercle Mediterrani, organització que pretén impulsar relacions d'amistat i bon veïnatge entre els diferents països que circumden el Mar Mediterrani.
El 24 de novembre de 2008 els mitjans informatius es van fer ressò de la ruptura del matrimoni entre Carmen Romero i Felipe González, per la relació sentimental d'aquest amb María del Mar García Vaquero.
Candidata en el sisè lloc de la llista del PSOE a les eleccions europees del 7 de juny de 2009, hi resultà elegida eurodiputada.